# Станівське газове родовище
Станівське газове родовище — одне з малих родовищ Закарпаття. Належить до Закарпатської газоносної області Західного нафтогазоносного регіону України. Розташоване поблизу села Станово Мукачівського району.

## Опис
Станівське родовище відкрите у 1990 році у відкладеннях неогену (нижній сармат). Поклад відноситься до пластових тектонічно екранованих, а за розміром запасів — до дуже дрібних.
Станом на початок 2000-х знаходилось у консервації, свердловини обводнились. У 2002 році було включене урядом України до Переліку газових і газоконденсатних родовищ з важковидобувними та виснаженими запасами, дорозробка яких проводитиметься за інвестиційними проектами. Права на розробку Станівського, так само як і сусідніх Русько-Комарівського та Королівського родовищ, отримала компанія «Тисагаз». 2011 року остання була викуплена американською компанією Cub Energy.
У 2013-му на родовищі провадились додаткові сейсморозвідувальні роботи для визначення місць буріння нових свердловин. У 2016 році Закарпатська обласна рада надала ТОВ «Тисагаз» спеціальний дозвіл на видобування природного газу, нафти та конденсату Станівського родовища.